# Viciria peckhamorum
Viciria peckhamorum là một loài nhện trong họ Salticidae.
Loài này thuộc chi Viciria. Viciria peckhamorum được Roger de Lessert miêu tả năm 1927.